# The Rest of Our Life
The Rest of Our Life è un album in studio degli artisti di musica country statunitensi, nonché marito e moglie, Tim McGraw e Faith Hill. Il disco è stato pubblicato nel 2017.

## Tracce
1. The Rest of Our Life – 3:44 (Steve Mac, Johnny McDaid, Ed Sheeran, Amy Wadge)
2. Telluride – 4:50 (Jessi Alexander, Jon Randall)
3. The Bed We Made – 3:43 (Hillary Lindsey, Lori McKenna, Liz Rose)
4. Cowboy Lullaby – 5:56 (Brett Beavers, Brett James)
5. Break First – 4:06 (Jerry Flowers, Ashley Gorley, Emily Weisband)
6. Love Me to Lie – 3:51 (Nathan Chapman, Maureen McDonald, Hayley Warner)
7. Sleeping in the Stars – 4:00 (Jaida Dreyer, Gareth Dunlop, Mark Irwin)
8. Damn Good at Holding On – 3:38 (Barry Dean, McKenna)
9. Devil Callin' Me Back – 3:02 (Ben Caver, Jesse Frasure, Nolan Sipe)
10. Speak to a Girl – 3:54 (Shy Carter, Dave Gibson, Joe Spargur)
11. Roll the Dice – 3:31 (Carter, Bobby Hammrick, James LeBlanc, Meghan Trainor)